# 川上三太郎
川上 三太郎（かわかみ さんたろう、1891年1月3日 - 1968年12月26日）は、日本の川柳作家。「川柳六大家」の一人。東京の日本橋出身。本名は幾次郎、別号は蒼蒼亭（そうそうてい）、S・S・T。

## 略歴
東京市日本橋区蠣殻町（現在の東京都中央区日本橋蛎殻町）出身。1911年に大倉高等商業学校（のちの東京経済大学）を卒業し、大倉洋行に入社。退社後、1920年に東京毎夕新聞社に入り、学芸部長などを務め、1927年退社。
13歳から川柳を作り、井上剣花坊に師事した。1929年に『國民新聞』の選者になり、1930年に国民川柳会を結成し、機関紙「国民川柳」を発刊。1934年には国民川柳会を川柳研究社に、「国民川柳」を「川柳研究」に名前を改める。新聞・ラジオなどでも川柳の社会普及に努めた。
1966年第1回川柳文化賞を受賞。1966年紫綬褒章受勲。
岸本水府、前田雀郎、村田周魚、椙本紋太、麻生路郎とともに「川柳六大家」と呼ばれた。

## 著書
- 『天気晴朗』川柳研究所 1941
- 『川柳の作句と鑑賞』講談社 1943
- 『川柳入門』 (入門新書)川津書店 1951
- 『おんな殿下 川柳』中央文芸社 1956
- 『川柳200年』読売新聞社 1966
- 『この道 川上三太郎単語集』大野風太郎編. 柳都川柳社 1966
- 『竜飛岬 川上三太郎句集』かもしか川柳社かもしか川柳文庫刊行会 1991
- 『川上三太郎の川柳と単語抄』川柳研究社編. 新葉館出版, 2002

### 共編
- 『新川柳壱万句集』編 磯部甲陽堂 1927
- 『川柳滑稽句集』編 磯部甲陽堂 1928
- 『新川柳大観 昭和・明治・大正』編. 草文社 1929
- 『川柳漫画全集』全11巻 矢野錦浪共編 平凡社 1930-1932

## 伝記
- 林えり子『川柳人 川上三太郎』(河出書房新社、1997)